# Castelliri
Castelliri est une commune de la province de Frosinone dans le Latium en Italie. Elle est jumelée avec la commune de Oytier-Saint-Oblas, en France dans l’Isère.

## Étymologie
Le nom de Castelliri est composé de "castel", château fort (castello en italien) et de Liri, le fleuve traversant la commune.

## Histoire
De l'ancien château fort, ne subsistent aujourd'hui que les murailles.

## Fêtes, foires
La fête des émigrants (festa degli emigranti) a lieu chaque année le mois d'août.
Beaucoup de ceux qui sont partis à l'étranger se sont installés dans la région lyonnaise à la fin des années 1950.

## Administration
| Période                                  | Période  | Identité           | Étiquette | Qualité |
| ---------------------------------------- | -------- | ------------------ | --------- | ------- |
| 14 juin 2004                             | En cours | Sandro De Gasperis |           |         |
| Les données manquantes sont à compléter. |          |                    |           |         |

Jumelé avec Oytier-Saint-Oblas (France) le 03 juin 2016

### Communes limitrophes
Arpino, Isola del Liri, Monte San Giovanni Campano, Sora